# .af

로고

.af는 아프가니스탄의 인터넷 국가 코드 최상위 도메인이다. AFGNIC에 의해 관리된다.

## 2차 도메인
- com.af - 영리 단체 (상업부로부터 교역 라이선스 / 사업 권한 또는 승인이 필요함)
- edu.af - 교육 시설
- gov.af - 정부, 대리
- net.af - 네트워크 제공업체
- org.af - 비영리
- law.af
- tv.af
- music.af
- hotel.af
- bank.af